# Novios
Novios – grecki komediopisarz zaliczany do epigonów komedii nowej. Żaden utwór Noviosa nie zachował się.